# Duchi di Cardona

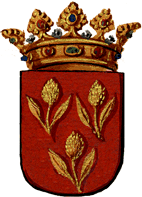
Arma dei Folch de Cardona

## Visconti di Osona signori di Cardona
La Signoria sulla città di Cardona, prospiciente la frontiera con la Spagna araba, fu esercitata fino al 1040 dai Visconti di Osona o Ausonia. Anche se il capostipite può essere identificato nel Conte di Urgell, Borrell di Osona (morto nell'820 circa), del quale non disponiamo né il nome paterno né quello materno, i signori del territorio di Cardona furono i seguenti:
- Ermemiro I (avanti il 911 - dopo il 929) sposato con Guinedilda.
- Guadall o Wadaldo I (notizie 937)
- Odelguer I (notizie 956)
- Wadaldo o Guadall II (prima del938- dopo 978) sposato con Ermetrude.
- Ermemiro II (prima del981 - 1007/1009)
- Raimondo I (prima del 1005 - 1012), figlio di Wadaldo II, fratello d'Arnulfo, vescovo d'Osona e sposato con Enguncia de Lluçà.
- Bermondo I (1012 - prima del1030), figlio del precedente.
- Eribalo I "il Santo" (1029 - 23 dicembre 1040), fratello del precedente, figlio di Raimondo I, fu anche vescovo di Urgell
- Folco I (1029-1040), fratello del precedente, figlio di Raimondo I, sposato con Guisla di Barcellona.

## Visconti di Cardona
- Raimondo Folco I, (1040-1086), figlio del precedente, fu il primo che ebbe il titolo sulla città di Cardona. Sposato con Ermesinda di Girona.
- Ermesinda, figlia del precedente fu reggente fino al 1090.
- Folch II de Cardona, zio della precedente, figlio di Folco I, fu reggente fino al 1099.
- Bernardo Amato (1086- 1135), nipote del precedente, figlio di Ermesinda e nipote di Raimondo Folco I. Sposato con Almodis di Barcelona.
- Raimondo Folco II (1135-1151), figlio del precedente, sposato con Guillema de Melgueh.
- Raimondo Folco III (1151-1176), figlio del precedente, sposato con Isabel Sibilla d'Urgell.
- Guglielmo I (1176-1225), figlio del precedente, sposato con Gueraua de Jorba.
- Raimondo Folco IV (1225-1241), figlio del precedente, sposato con Agnès de Tarroja.
- Raimondo Folco V (1241-1276), figlio del precedente, sposato con Sibilla d'Empúries.
- Raimondo Folco VI (1276-1320), figlio del precedente, sposato con Maria Alvarez de Haro.
- Ugo I (1320-1334), figlio del precedente, sposato con Beatrice d'Anglesola.
- Ugo II (1334 -1400), figlio del precedente, sposato con Beatrice de Luna.

## Conti di Cardona
Nel 1357 Pietro il Cerimonioso trasforma la casata dei visconti di Cardona in Conti per l'aiuto dato da Ugo II al re 
durante la guerra contro Giacomo III di Maiorca.
- Ugo II, Primo Conte di Cardona dal 1357.
- Giovanni Raimondo I (1400 -1441), figlio del precedente, sposato con Giovanna de Gandia.
- Giovanni Raimondo II (1441-1471), figlio del precedente, sposato con Giovanna de Prades.
- Giovanni Raimondo III (1471 -1486), figlio del precedente, sposato con Giovanna d'Urgell.
- Giovanni Raimondo IV (1486 -1513), figlio del precedente, sposato con Aldonça Enríquez.

## Duchi di Cardona

Arma dei Duchi di Cardona

I Re Cattolici concessero a Giovanni Raimondo IV il titolo di Duca di Cardona nel 1491.
- Giovanni Raimondo IV primo duca di Cardona dal 1491.
- Ferdinando I (1513 -1543), figlio del precedente, sposato con Francisca Manrique de Lara.
- Giovanna III (1543-1564), figlia del precedente,  sposata con Alfonso d'Aragona, Sicilia e Portogallo, Duca di Segorbe.

Da questo momento il titolo cambia nome e divenne Duchi di Segorbe e Cardona.